# Herbiphantes pratensis
Herbiphantes pratensis är en spindelart som beskrevs av Andrei V. Tanasevitch 1992. Herbiphantes pratensis ingår i släktet Herbiphantes och familjen täckvävarspindlar. Inga underarter finns listade i Catalogue of Life.